# Prescott Channel

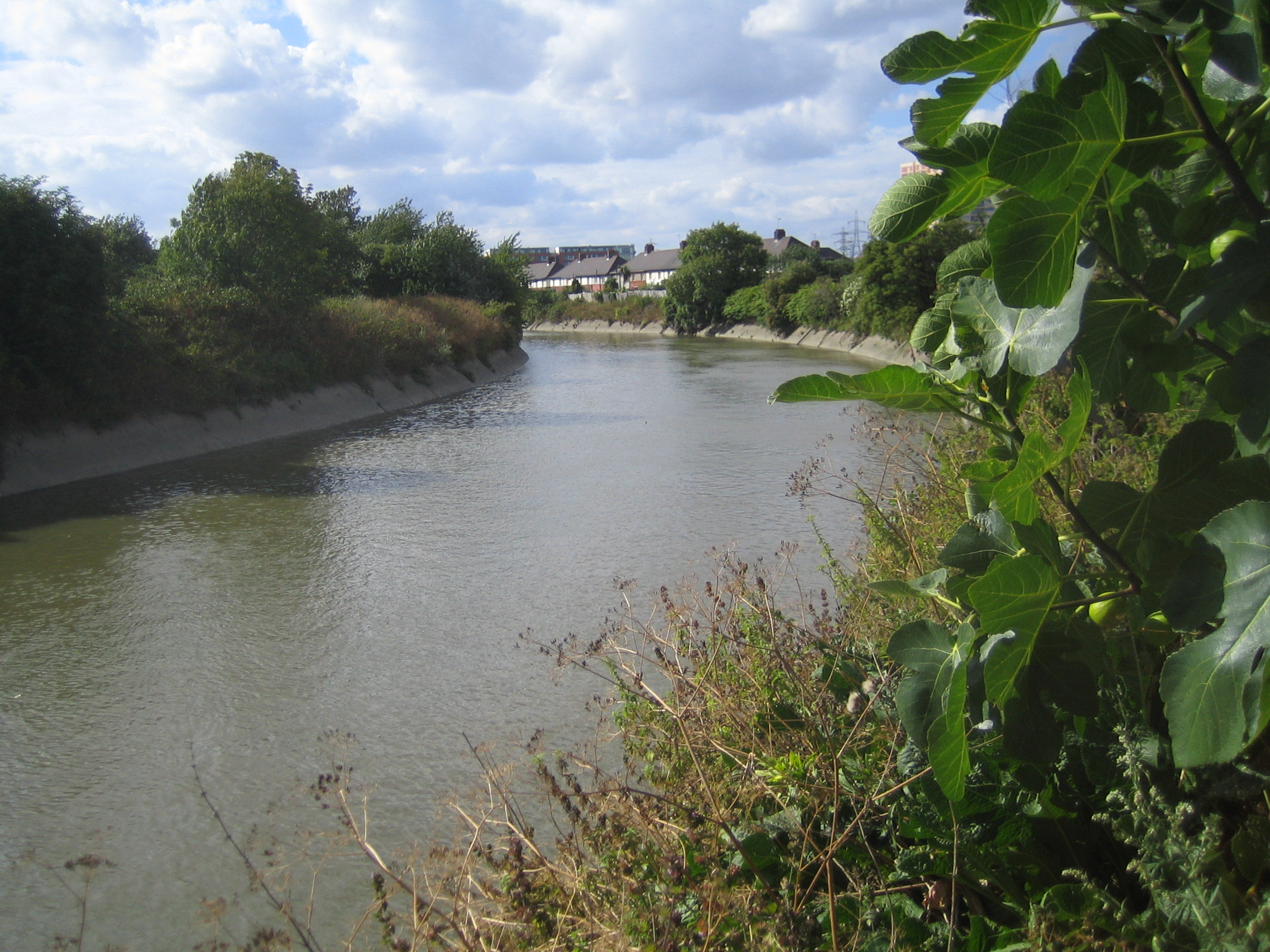
Der Prescott Channel

Der Prescott Channel wurde zwischen 1930 und 1935 als Teil eines Flutkontrollsystems für den kanalisierten River Lea im East End von London, England gebaut. Er ist nach Sir William Prescott, dem damaligen Vorsitzenden des Lee Conservancy Board, benannt. Teile des abgerissenen Euston Arch wurden 1962 benutzt, um den Kanal zu verbessern.

## Einzelheiten
Das Three Mills Lock ist eine Schleuse im Kanal, die den Gütertransport zu den Olympischen Sommerspielen 2012 durch den Flussbau ermöglichte, in dem die Gezeiten in diesem Bereich und weiter nördlich im River Lea gestoppt wurden. Die Schleuse wurde zwischen März 2007 und Juni 2009 gebaut. Der Bau sollte dazu beitragen, dass nicht nur Gütertransport möglich wurde, sondern auch mehr Möglichkeiten für die Freizeitnutzung des Wasserweges schaffen.
Eine wesentliche Verbesserung wurde darin gesehen, dass angrenzendes Land nicht mehr dem Risiko der Überflutung ausgesetzt ist, was dessen Wert erhöht und die Kosten für den Bau mehr als aufwiegt.
2009 wurden beim Bau der Schleuse, 29 Steine vom Euston Arch aus dem Wasserlauf geborgen. Ein weiterer Stein war bereits 1994 von dort geborgen worden.

## Kritik am Ausbau
Das Three Mills Lock wurde zehn Monate nach dem ursprünglichen Termin fertig und war damit nur von begrenztem Nutzen für die Bauarbeiten am Olympiapark. Weiterhin sollte der Gütertransport für das Crossrail Projekt hier abgewickelt werden. In der Realität verlief aber sehr wenig kommerzieller Schiffsverkehr über die Strecke.
Im August 2013 folgte auf eine lange heiße Trockenperiode heftiger Niederschlag, der viel verschmutztes Oberflächenwasser in den Wasserlauf spülte. Dies führte zu einem Sauerstoffdefizit und einem damit verbundenen Fischsterben, was die Folgen des nicht mehr vorhandenen Gezeiteneinflusses deutlich machte.